# ギハマット・シバサキ
ギハマット・シバサキ（Gehamat Shibasaki、1998年2月18日 - ）は、オーストラリアのラグビーユニオン及びラグビーリーグ選手。

## プロフィール
- オーストラリアクイーンズランド州タウンズビル出身[1]。
- ポジションはセンター(CTB)[2]。
- 身長 186cm、体重 95kg。
- 愛称はシバ。

## 略歴
イグナティスパークカレッジ卒業後、ブリスベン・ブロンコス、ニューカッスル・ナイツを経て、2021年、NECグリーンロケッツ東葛に加入。
2022年1月8日に行われたJAPAN RUGBY LEAGUE ONE第1節横浜キヤノンイーグルス戦にて先発出場で日本での公式戦初出場を果たした。同年10月、NECグリーンロケッツ東葛を退団した。